# Бершадський медичний коледж
Бершадський меди́чний ко́ледж — державний вищий навчальний заклад в місті Бершадь,   який готує медиків .

## Діяльність
Форма навчання: денна
На державній та контрактній основі

### Перелік спеціальностей, за якими проводиться підготовка в коледжі
- Лікувальна справа (фельшер)
- Сестринська справа (медична сестра)

### Термін навчання
- 4 роки (на основі базової середньої освіти)
- 3 роки (на основі повної загальної середньої освіти)

## Історія
Коледж засновано в 1967 році як медичне училище, директором було обрано Ганський Іван Васильович. В 2002 навчальний заклад повторно акредитований за статусом вищого навчального закладу І рівня акредитації.  А в 2005 році рішенням сесії Вінницької обласної ради №866 від  21.05.05р. Бершадське  медичне училище перейменовано в Бершадський медичний коледж.
За  40 років у стінах коледжу було підготовлено 5749 фельдшерів та медсестер, які сьогодні працюють - на теренах медицини не тільки Бершадського району, Вінницької області, всієї України, а й за кордоном - США, Канаді, Ізраїлі, Бразилії, Аргентині, країнах Західної Європи.
Нині Бершадський медичний коледж - це вищий медичний навчальний заклад з сучасним освітнім, науковим, клінічним потенціалом. Усі наставники мають відповідну базову освіту та досвід практичної роботи.